# Slow down (Dimitri Vegas & Like Mike en Quintino)
Slow down is een lied van het Belgische dj-duo Dimitri Vegas & Like Mike en de Nederlandse dj Quintino in samenwerking met de Algerijns-Franse rapper Boef, Nederlandse rapper Ronnie Flex, Marokkaans-Nederlandse rapper Ali B en Nederlandse hiphopartieste I Am Aisha.. Het werd in 2018 als single uitgebracht 

## Achtergrond
Slow down is geschreven door Ali Bouali, Sofiane Boussaadia, Ronell Plasschaert, Aisha Echteld, Dimitri Thivaios en Michael Thivaios en geproduceerd door Dimitri Vegas & Like Mike. Het is een nummer uit het genre nederhop. In het nummer wordt er door de artiesten gerapt over geld en hun luxe leven. Het nummer was onderdeel van de soundtrack van de film Patser uit 2018 en bevat een sample van het lied La Di Da Di van Doug E. Fresh en MC Ricky D uit 1985. Het is een nummer dat niet in de stijl van zowel Dimitri Vegas & Like Mike als Quintino ligt, die vaker housetracks maken. De samenwerking met Boef was een gevoelige, aangezien de rapper kort daarvoor negatief in het nieuws was gekomen toen hij drie vrouwen die hij hielp hoeren noemden. Toch besloten de dj's om het lied af te maken. De single heeft in Nederland de dubbel platina status.
Het was de eerste keer dat alle artiesten tegelijkertijd op een lied te horen waren, maar onderling werden er wel al een aantal keer samengewerkt. Zo stonden Boef en Ronnie Flex eerder op Speciaal en Come again en herhaalden zij de samenwerking onder ander op Miljonair en Als je bij me blijft. Boef en Ali B rapten beiden onder andere op Een klein beetje geluk, Ik ga weg en Voy a bailar en herhaalden de samenwerking onder meer op Sneaky money. Ronnie Flex en Ali B waren beiden te horen op Dat is money en na Slow down op Meli meli en Spectakel. Quintino en Dimitri Vegas & Like Mike hebben na Slow down de samenwerking herhaald op onder andere Patser Bounce en The Chase.

## Hitnoteringen
De artiesten hadden succes met het lied in de hitlijsten van het Nederlands taalgebied. Het piekte op de tweede plaats van de Nederlandse Single Top 100 en stond achttien weken in deze hitlijst. In de Vlaamse Ultratop 50 kwam het tot de veertiende plaats in de twaalf weken dat het er in te vinden was. In de Nederlandse Top 40 stond het negen weken genoteerd, waarin de piekpositie de achttiende plek was.